# Gare de Shiojiri
La gare de Shiojiri (塩尻駅, Shiojiri-eki) est une gare ferroviaire de la ville de Shiojiri, dans la préfecture de Nagano, au Japon. La gare est gérée par les compagnies JR Central et JR East.

## Situation ferroviaire
La gare de Shiojiri est située au point kilométrique (PK) 222,1 de la ligne principale Chūō. Elle marque le début de la ligne Shinonoi.

## Histoire
La gare a été inaugurée le 15 décembre 1902.

## Services aux voyageurs

### Accès et accueil
La gare dispose d'un bâtiment voyageurs, avec guichets, ouvert tous les jours.

### Desserte
- Ligne principale Chūō :
  - voies 1 et 4 : direction Kobuchizawa, Kōfu et Shinjuku
  - voie 3 : direction Tatsuno
  - voies 4 et 5 : direction Kiso-Fukushima et Nagoya
- Ligne Shinonoi :
  - voies 2 et 6 : direction  Matsumoto, Shinonoi et Nagano